# Acide tricosylique
L'acide tricosylique ou acide tricosanoïque (nom systématique) est un acide gras saturé à très longue chaîne (C23:0) de formule semi-développée CH3(CH2)21COOH.